# Banawá jezik
Banawá jezik (ISO 639-3: bnh; kitiya, banavá, banauá, jafí), jezik, odnosno dijalekt kojim govore pripadnici indijanskog plemena Banawá s rijeke Banawá u brazilskoj državi Amazonas. Status jezika izgubio je 2007. godine kada je njegov identifikator povučen iz upotrebe, a jezik proglašen dijalektom jezika jamamadi, jezična porodica arauan.
Pripadnici plemena koriste se i jezikom jamamadi ili portugalskim [por] a sami sebe nazivaju Kitiya. 100 Banawá govornika (2002 SIL).

## Vanjske poveznice
- Ethnologue (14th)
- Ethnologue (16th)
- Lengua Banawá